# Lusail
Lusail (arabsky لوسيل‎) je město v Kataru, které se nachází na pobřeží v jižní části municipality Al Daayen, přibližně 23 km severně od centra Dauhá.
Na území Lusailu se rozkládají obytné čtvrti, ostrovní letoviska, obchodní čtvrti, přístav, luxusní nákupní a zábavní zařízení, golfové hřiště, umělé ostrovy a několik zábavních čtvrtí. Výstavbu prováděl státem kontrolovaný developer Qatari Diar spolu s firmami Parsons Corporation a Dorsch-Gruppe.
Jedním z míst konání Mistrovství světa ve fotbale 2022 v Kataru byl Iconic Stadium, který se nachází právě v Lusailu. Nachází se zde také závodní okruh Losail International Circuit, na kterém se konají závody Formule 1 (v roce 2021 se zde jela první Grand Prix Kataru) a mistovství světa MotoGP označované taktéž jako Velká cena Kataru.